# پودگورنویه (قزاقستان)
پودگورنویه (به قزاقی: Podgornoye) یک منطقهٔ مسکونی در قزاقستان است که در شهرستان جاکسی واقع شده‌است.